# Список умерших в 572 году

## Дата смерти неизвестна или требует уточнения
- Альбоин, король лангобардов (с 566).
- Баэтан мак Муйрхертайг, король Айлеха (566—572) и верховный король Ирландии (569—572).
- Вэй Шоу, китайский историк, сановник в правление династии Северная Ци.
- Лиува I, король вестготов (568—571/572).
- Мукан-каган, тюркский каган (553—572).
- Розамунда, дочь короля гепидов Кунимунда и супруга первого короля лангобардов в Италии Альбоина.
- Эохайд мак Домнайлл, король Айлеха (566—572) и верховный король Ирландии (569—572).
- Этельрик, король Берниции (568—572).